# Yifat Bitton

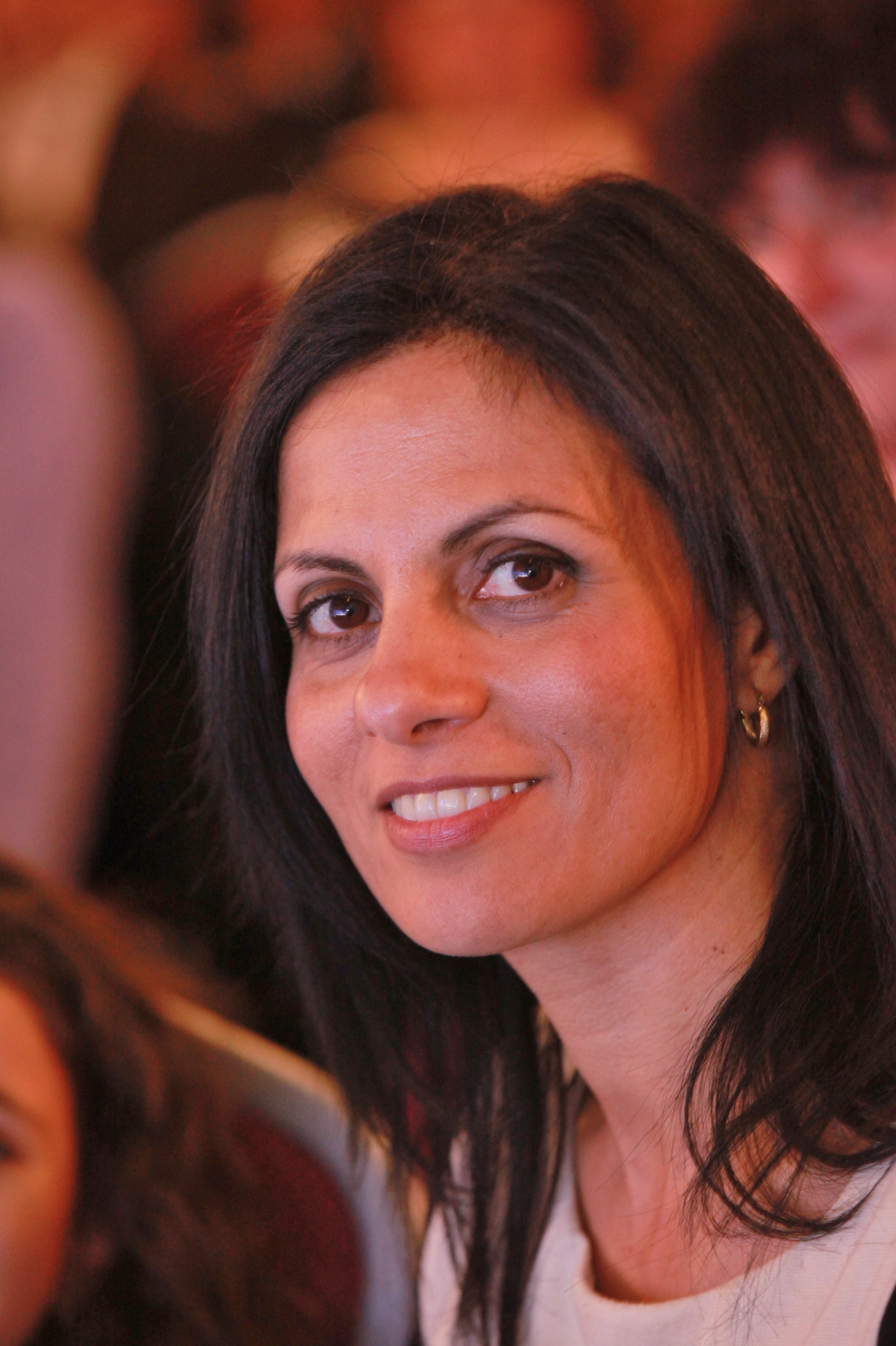
Yifat Bitton (2013)

Yifʿat Bitton (hebräisch יִפְעַת בִּיטּוֹן Jifʿat Bīṭṭōמ; geboren am 10. Mai 1971 in Qirjat Malʾachi) ist eine israelische Rechtswissenschaftlerin und hat eine Professur an der Chaim-Striks-Fakultät für Recht an der Israel School of Management. Sie ist Präsidentin des Achava Academic College und hat international als Gastprofessorin gewirkt. Seit mehr als 20 Jahren engagiert sie sich ehrenamtlich für die juristische Aufklärung von Menschenrechtsverletzungen und begründete mehrere zivilgesellschaftliche Organisationen. Als Vorsitzende des Tmura Centers setzt sie sich für die Förderung der Gleichberechtigung von Frauen und Mädchen ein.

## Leben und Wirken
Yifʿat Bitton wurde als Tochter marokkanischer und jemenitischer Einwanderer geboren. Sie schloss ihr Studium der Rechtswissenschaften im Zeitraum 1992 bis 1999 mit einem Master of Laws an der Hebräischen Universität Jerusalem ab. Während ihres Studiums war sie von 2004 bis 2005 als Gastforscherin an der Harvard Law School tätig und erreichte 2009 einen LL.M.-Abschluss an der Yale Law School. Bitton promovierte 2004 an der Hebräischen Universität von Jerusalem mit einer Studie zu rechtlichen Fragestellungen aus egalitärer Perspektive.
Yifʿat Bitton wurde 2016 zur Professorin an der Chaim-Striks-Fakultät für Recht an der Israel School of Management ernannt. Ihre internationale Lehrtätigkeit umfasste u. a. eine Gastdozentur an der New York University (2018–2019). Seit 2001 ist sie zudem Lehrbeauftragte an der Rechtswissenschaftlichen Fakultät der Hebräischen Universität. Seit Oktober 2020 ist Yifat Bitton Präsidentin des Achva Academic College of Education and Science.
2018 wurde sie in den Aufsichtsrat der israelischen Zentralbank berufen. In den Jahren 2017 und 2018 stand sie auf der Liste für eine Kandidatur für einen Sitz am Obersten Gerichtshof Israels. Sie ist die jüngste Frau, die für diesen Posten kandidierte.
Yifat Bitton engagiert sich ehrenamtlich als Juristin mit Schwerpunkt auf Frauenrechten und Opferschutz. 2006 gründete und leitet sie das Tmura – The Israeli Anti-Discrimination Center, einer Organisation, die sich für die Rechte von Frauen einsetzt, die Opfer von Vergewaltigung und Misshandlung wurden. Bitton arbeitet seit mehr als 20 Jahren ehrenamtlich mit dem Israeli Clinical Center for Equality zusammen, wo sie Fälle von Menschenrechtsverletzungen prozessierte.
Bitton ist Teil der Kommission zur Aufklärung der Straftaten der Hamas, die von Rechtsanwältin und Völkerrechtlerin Cochav Elkayim-Levy kurz nach dem Terrorangriff der Hamas auf Israel am 7. Oktober 2023 gegründet wurde. Sie trägt dazu bei, Geschlechtsspezifische und sexuelle Gewalt durch die Hamas während des Terrorangriffs aufzuklären.
Für ihre langjährige Menschenrechtsarbeit hat Bitton zahlreiche soziale und juristische Auszeichnungen und Preise erhalten.

## Auszeichnungen (Auswahl)
- 2016: Alliance Prize for Education and Social Change
- 2016: Minister of Social Equality Award for Organizations Fighting Violence against Women (verliehen an Tmura);
- 2015: Safra Award for Excellence and Contribution to Israeli Society
- 2015: Nominiert für Forbes’ 50 einflussreichste Frauen in Israel
- 2014: Bernice-Tennenbaum-Preis für innovative Feministin, Hadassah-Stiftung
- 2013: Preis des Dafna-Izraeli-Fonds für israelische feministische Führungsqualitäten

## Publikationen (Auswahl)
- Wishing for discrimination? A comparative gaze on categorization, racism and the Law. In: Sortuz Onati Journal of Emergent Socio Legal Studies, 2008
- Transformative Feminist Approach to Tort Law: Exposing, Changing, Expanding – The Israeli Case. In: Hastings women's law journal 2014 (online als PDF)
- mit Hava Dayan: Femicide, Criminology and the Law. Routledge 2022, ISBN 978-1-00-333327-2.